# Foulcrey
Foulcrey é uma comuna francesa na região administrativa do Grande Leste, no departamento de Mosela. Estende-se por uma área de 12.34 km², e possui 160 habitantes, segundo o censo de 2018, com uma densidade de 13 hab/km².